# أحواش (موسيقى)
أحواش هو أحد فنون الغناء والرقص الجماعي الاستعراضي الأمازيغي بالمغرب.

## النشأة والتسمية
نشأت فرقة أحواش في منطقة سوس بالمغرب خلال القرن التاسع عشر وتحديدا في منطقة تارودانت. وتعني كلمة حوش بتاشلحيت الغناء، فيما يطلق لفظ أحواش على الرقص الجماعي بجميع أشكاله لدى القبائل الأمازيغية في مناطق جبال الأطلس.

## الرقصة
رقصة أحواش هي رقصة جماعية عادة ما تكون مختلطة بين الذكور والإناث. ويشترط في الفتيات اللواتي يرقصن أحواش أن يكن عازبات حيث تستبعد النساء المتزوجات بينما لا يسري نفس الشرط على الرجال.
تتميز رقصات أحواش بتماثل حركات الراقصين والراقصات، وهي حركات يختلف شكلها وسرعة إيقاعها باختلاف المناسبة والمنطقة، وفي حالات نادرة، ينبري رجل أو امرأة أو هما معا للإنفراد بالرقص خارج حلقة المجموعة. وتقام الرقصة في مختلف المناسبات التي يحييها أبناء القرى والقبائل كالأعياد الدينية والوطنية ولكن تبقى بالخصوص تعبيرا عن الفرحة الجماعية التي توافق وتطبع دورة الحياة الزراعية.

## خصائص فن أحواش
يتميّز فن أحواش بإيقاعاتها الرتيبة والمتكررة التي تنبعث من الدفوف (البنادير) وآلات الإيقاع التقليدية الأخرى المتنوّعة، تترافق هذه الإيقاعات مع غناءٍ جماعيٍ يؤديه الرجال والنساء في صفوفٍ متراصّة، حيث يتم تبادل الأبيات الشعرية الأمازيغية التي تعرف ب"تينضامت". هذه الأبيات الشعرية غالباً ما تكون مرتجلة وتعبر عن أغراض متنوعة، مثل: الحب، والطبيعة، والشجاعة، والحكمة. كما يعتبر الرقص الجماعي جزءاً لا يتجزئ من أداء أحواش، حيث يتحرك الراقصون بخطواتٍ ثابتةٍ ومنسجمةٍ مع الإيقاع. هذا الرقص يتمّ عادة في دائرة أو على شكل صفوفٍ متقابلة، وهو ما يعزز روح الإحساس بالجماعة وقيم التلاحم الاجتماعي. أيضاً يشكّل الزي التقليدي الأمازيغي بألوانه الزاهية وتصاميمه المتقنة جزءاً من المشهد الجمالي لموسيقى أحواش، حيث يرتدي المشاركون ملابس تعكس التراث المحلي، مثل: القفطان الأمازيغي للنساء والجلباب للرجال.

## الأهمية الثقافية
تعد الرقصة عنصرا أساسي في الهوية الأمازيغية ويلعب دورًا مهمًا في الحفاظ على الثقافة والتقاليد الأمازيغية. يتم نقل هذا التقليد شفهيًا ومن خلال الممارسة، من جيل إلى جيل.يمكنه الاحتفال بالأحداث المهمة مثل الزواج والولادة والحصاد، أو أن يكون وسيلة للتواصل والتعبير الاجتماعي. تسمح النشوة والنشوة التي يشعر بها المرء أثناء الرقص للمشاركين بالتواصل مع روحانياتهم ومجتمعهم. في ثقافة أمازيغية شفهية بحتة، يمثل أحواش أسلوبًا للتعبير ونقل تجارب الفرد والقبيلة ككل. غنية بالدلالات الخاصة بثقافتها، تُحيي هذه التقاليد الفنية العصور القديمة للمجتمعات الأمازيغية

## الدور الاجتماعي لفن أحواش
تلعب رقصة أحواش دوراً مهماً في تعزيز القيم الاجتماعية والثقافية لدى المجتمعات الأمازيغية. من خلال التجمعات التي تقام لآداء هذا الفن، والتي من خلالها يتم تعزيز روح الجماعة والتضامن بين أفراد المجتمع. بالإضافة إلى ذلك، تعتبر أحواش وسيلةً فعّالةً لنقل الحكمة الشعبية والمعرفة التقليدية والتراث الفلكلوري من جيلٍ إلى آخر. الأشعار التي تُغنى في أحواش غالباً ما تحتوي على أمثال وحكم تعكس الفلسفة الشعبية للحياة وتوجه الناس نحو السّلوك القويم.
كما أن لأحواش دورٌ في توطيد الروابط بين المجتمع والطبيعة. حيث أن مجموعة من الأغاني ترتبط بالأرض والمواسم الزراعية، مما يبرز أهمية الطبيعة في الحياة اليومية للأمازيغ. تعكس هذه الأغاني أيضاً احترام الإنسان للطبيعة وفهمه العميق لدورة الحياة والبيئة المحيطة به.

## الملابس
يرتدي المشاركون في أحواش زي الحفلات والأعياد المميز للقبيلة، فالرجال يلبسون الجلباب الوطني والقميص (تشامير) والبرنس والعمامة البيضاء ويتقلدون الخنجر الفضي، والمحفظة الجلدية المزركشة بالحرير «أقراب». بينما تتزين النساء بالحلي التقليدية التي تتكون عادة من القطع الفنية المسبوكة وكريات اللوبان.

## الدين والروحانية
يعتقد العديد من المغاربة أن أحواش يتضمن بعض المكونات الدينية ما قبل الإسلامية الخاصة بالديانة الأمازيغية التقليدية. وبينما قد تشتمل أشعار الأهاويش على إشارات إلى التقاليد الإسلامية، فإن شكل الرقص والغناء الجماعي، والذي يضم أفرادًا من المجتمع من كلا الجنسين، يتناقض مع وجهات النظر الإسلامية المحافظة. في معظم الأماكن، يتم تقديم الأهاويش أمام ضريح الولي خلال الأعياد الدينية، والتي تسمى بالموسيم. وفي بعض الحالات، يُحظر الأهاويش خشية الإساءة إلى الولي، أو خوفًا من امتزاج قوة الولي مع قوة الأهاويش. وقد يختار المغاربة المتدينون جدًا عدم المشاركة في الأهاويش، لأنهم يعتقدون أن الشيطان جزء من العرض.
يعتبر الاحتفال بالأهاويش ممارسة جماعية وروحية مهمة في آن واحد، ويؤدي أحيانًا إلى تجربة خارقة للطبيعة؛ فهناك العديد من القصص من قرى جنوب المغرب عن مؤدي الأهاويش الذين يمتلكون قدرات خاصة.

## التطور الحديث لموسيقى أحواش

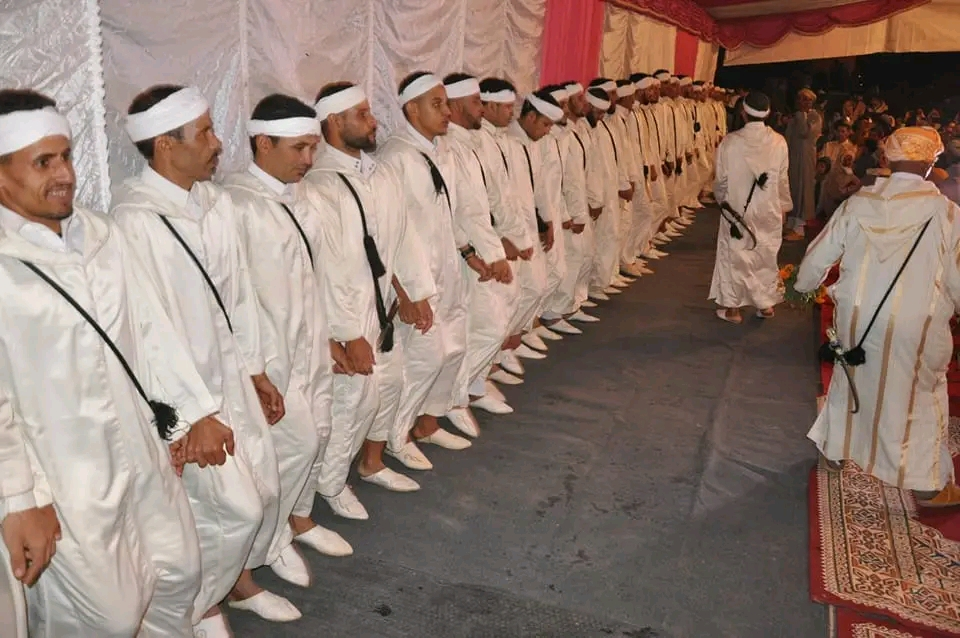
تأدية رقصة أحواش من طرف فرقة أحواش شباب مخفمان بمنطقة أگينان.

على الرغم من أن أحواش هو فن تقليدي ضارب في التاريخ، إلا أنه شهد تطوراً ملحوظاً في العصر الحديث. بعدما قامت العديد من الفرق الموسيقية الحديثة، بتجديد هذا الفن من خلال إدخال آلات موسيقية جديدةٍ وتطوير أساليب الآداء. كما أن موسيقى أحواش أصبحت جزءاً من التراث الموسيقي الوطني بالمغرب، وعنصراً من عناصر التراث اللامادي للمملكة المغربية، ويتم الاحتفاء بها في مختلف المهرجانات الثقافية والموسيقية الكبرى في المغرب وخارجه.
وقد ساهم هذا التطور في نشر فن أحواش بشكل أوسع بين الأجيال الجديدة، مما ساعد على الحفاظ عليه في مواجهة إرغامات التحديث وتحديات العولمة. واليوم، لا يقتصر أداء أحواش على المناطق الريفية والأمازيغية فقط، بل أصبح يُمارس أيضًا في المدن الكبرى وفي المناسبات الوطنية، مما يدل على مرونة هذا الفن وقدرته على التكيف مع التحولات الاجتماعية والثقافية. والتأقلم مع مختلف المكوّنات الثقافية والتنوع الثقافي الذي تزخر به المملكة المغربية.

## المهرجانات
توجد العديد من مهرجانات أحواش بالمغرب والتي تنظم كل عام من أبرزها المهرجان الوطني لفنون أحواش بمدينة ورزازات والذي يعرف مشاركة العديد من فرق أحواش من مختلف مناطق المغرب.

## معرض الصور

أحواش تيلوت
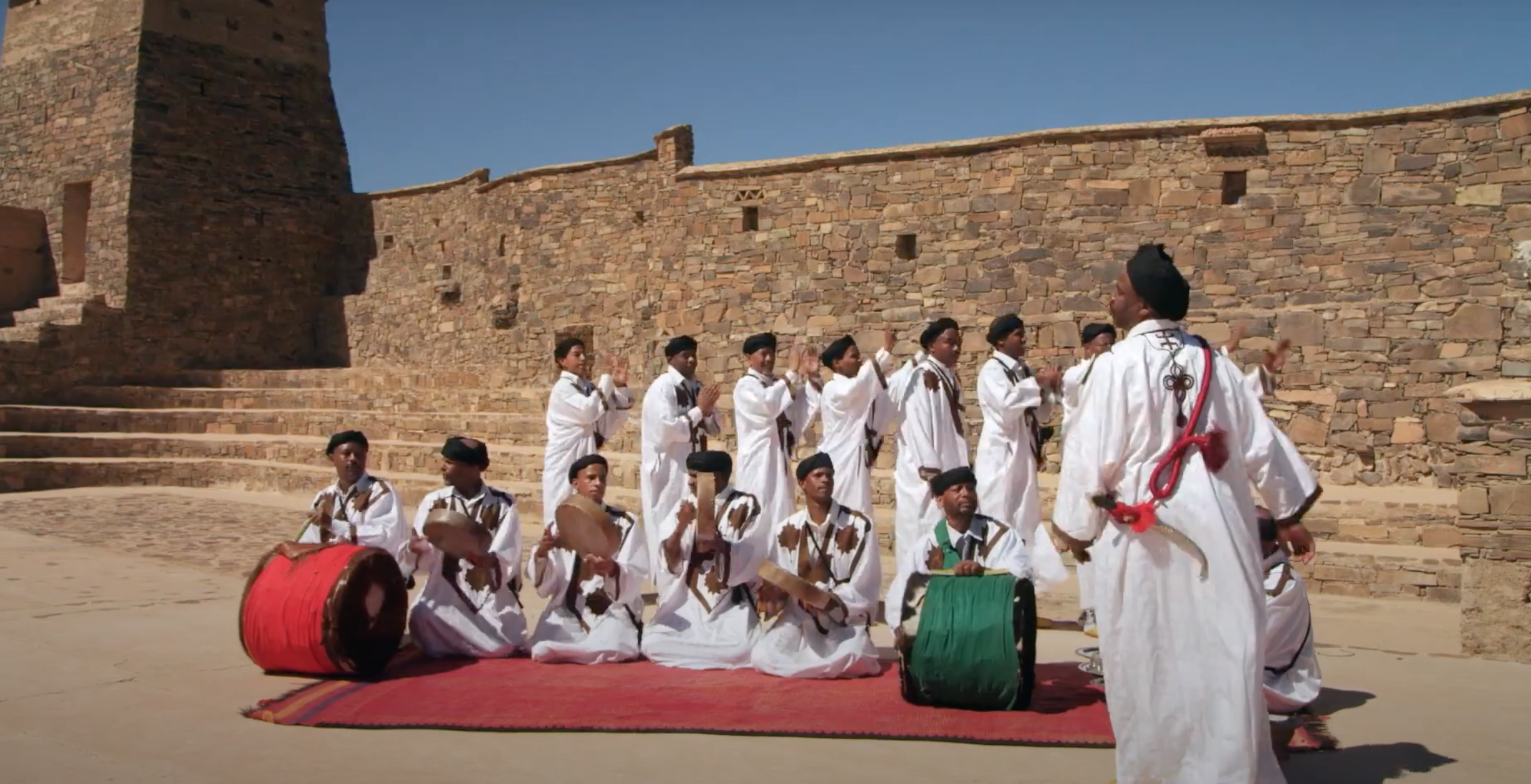
أحواش أسا
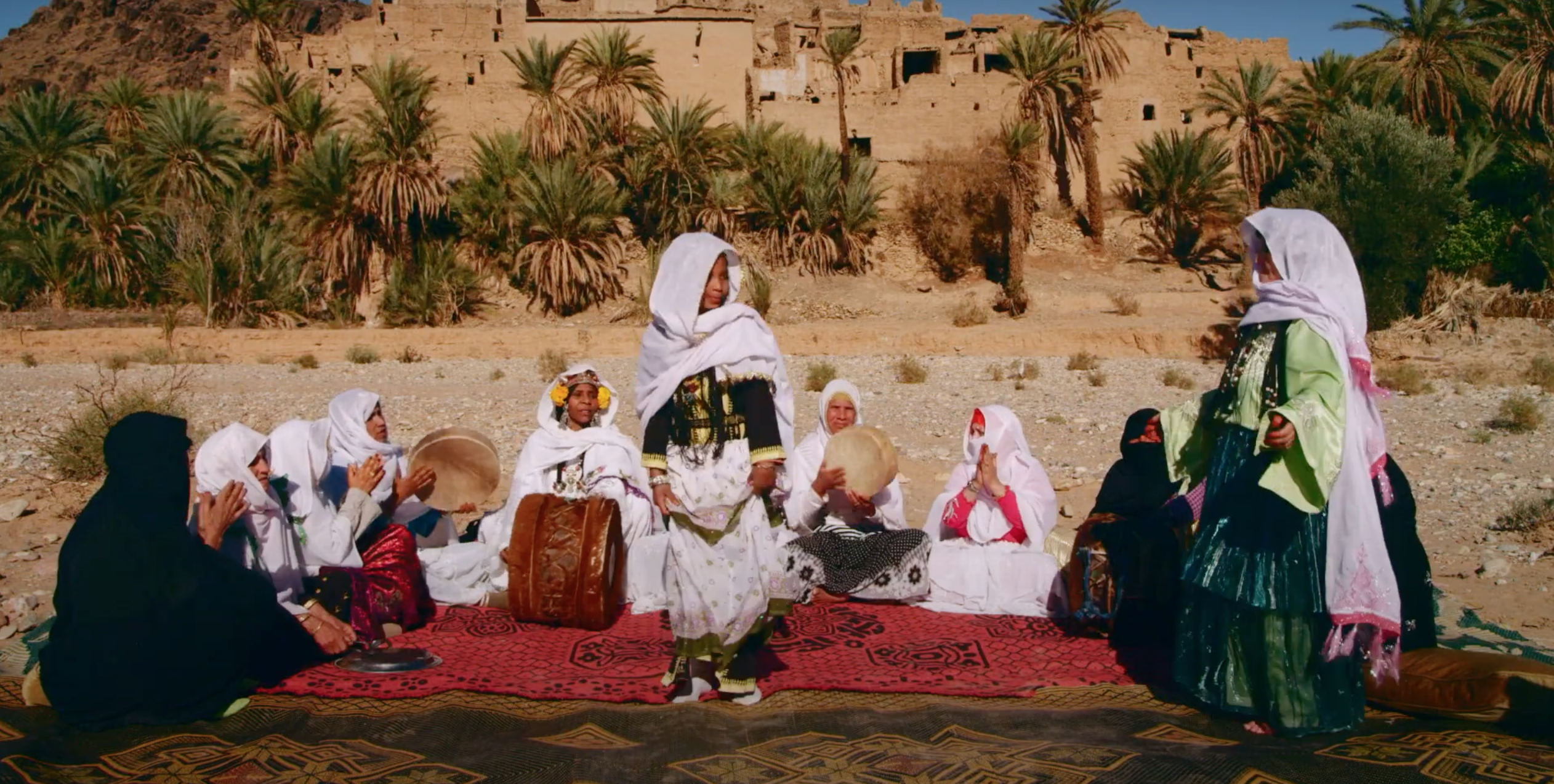
أحواش تاماناريت
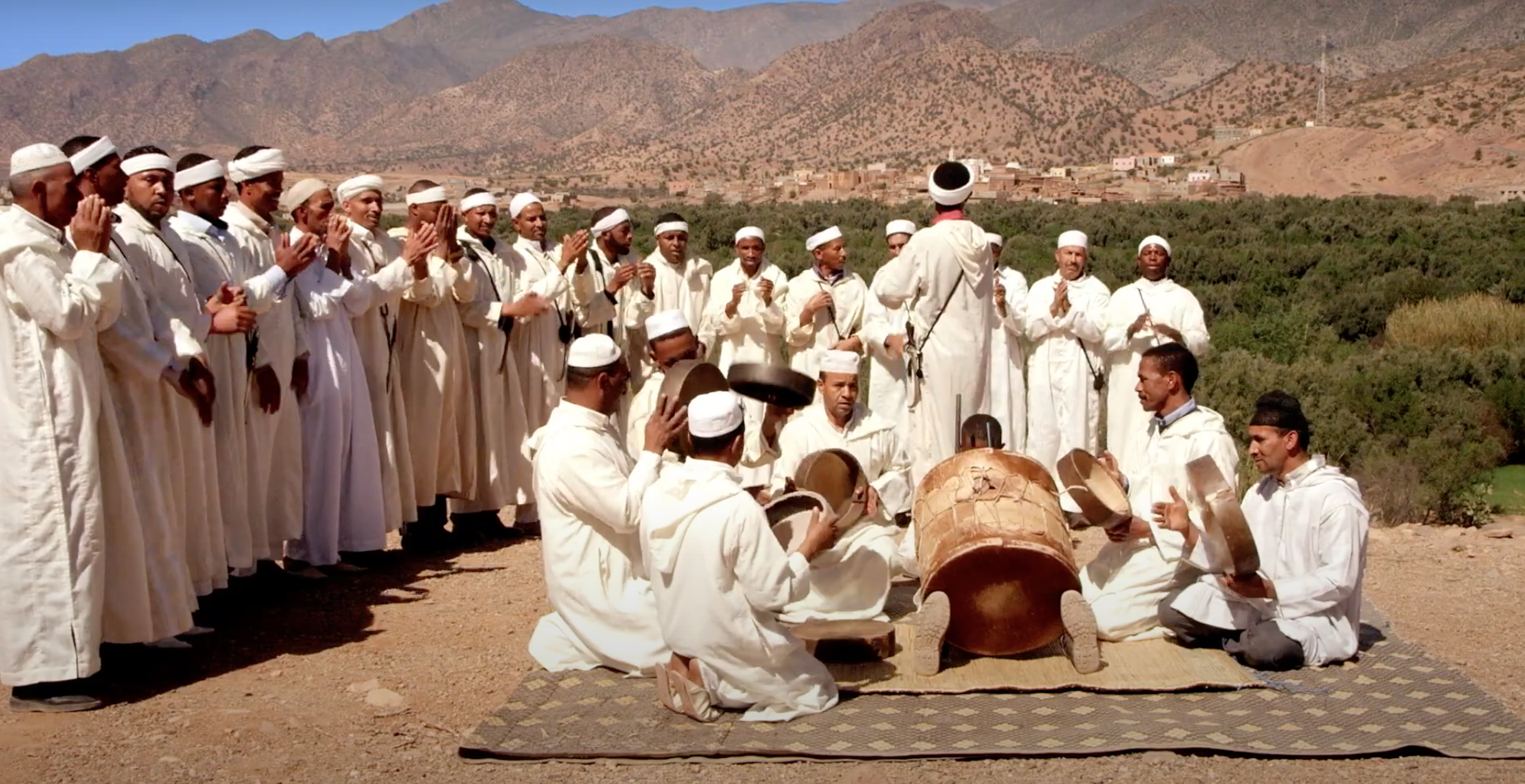
أحواش أولوز
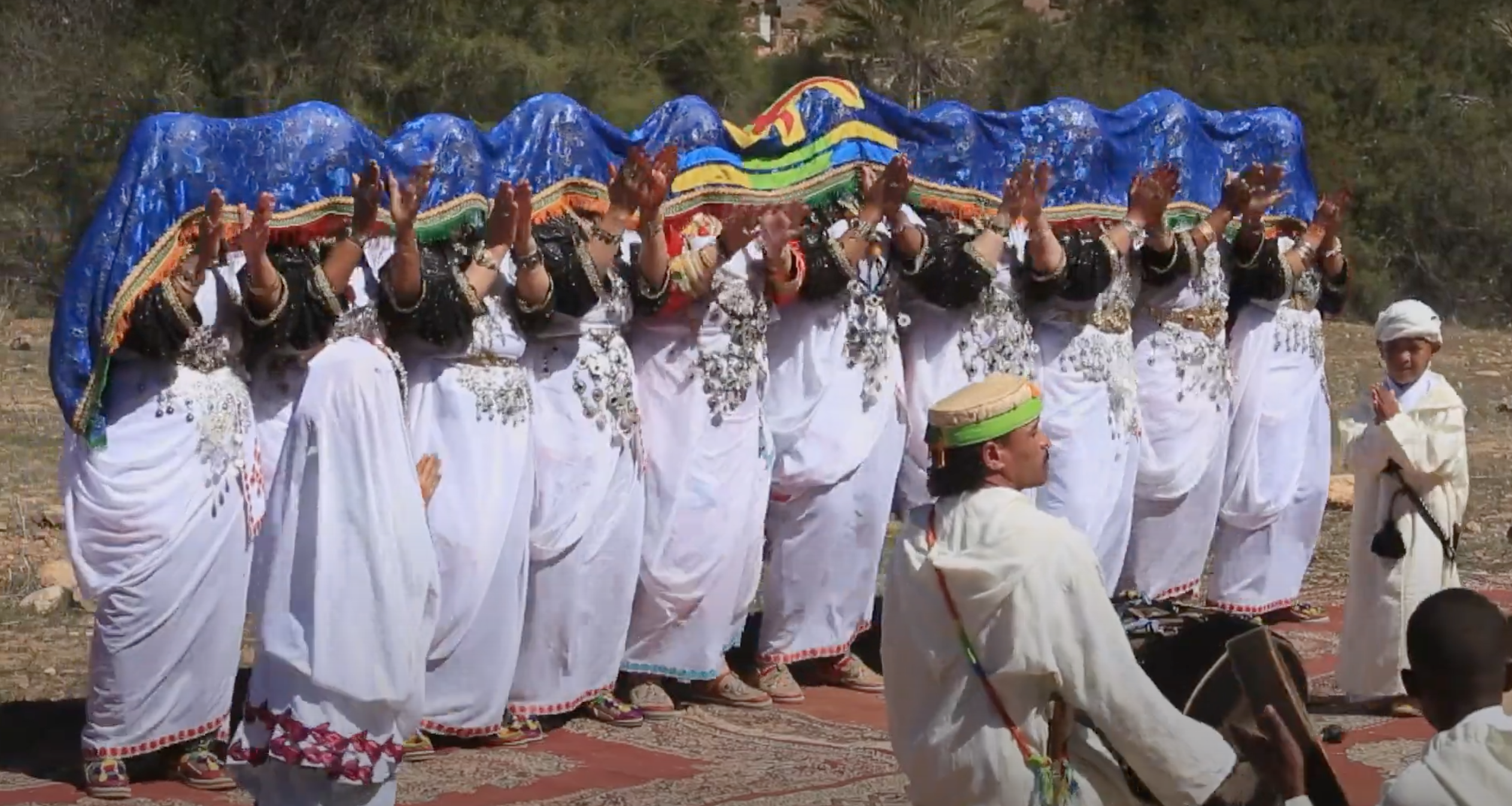
أحواش تافراوت
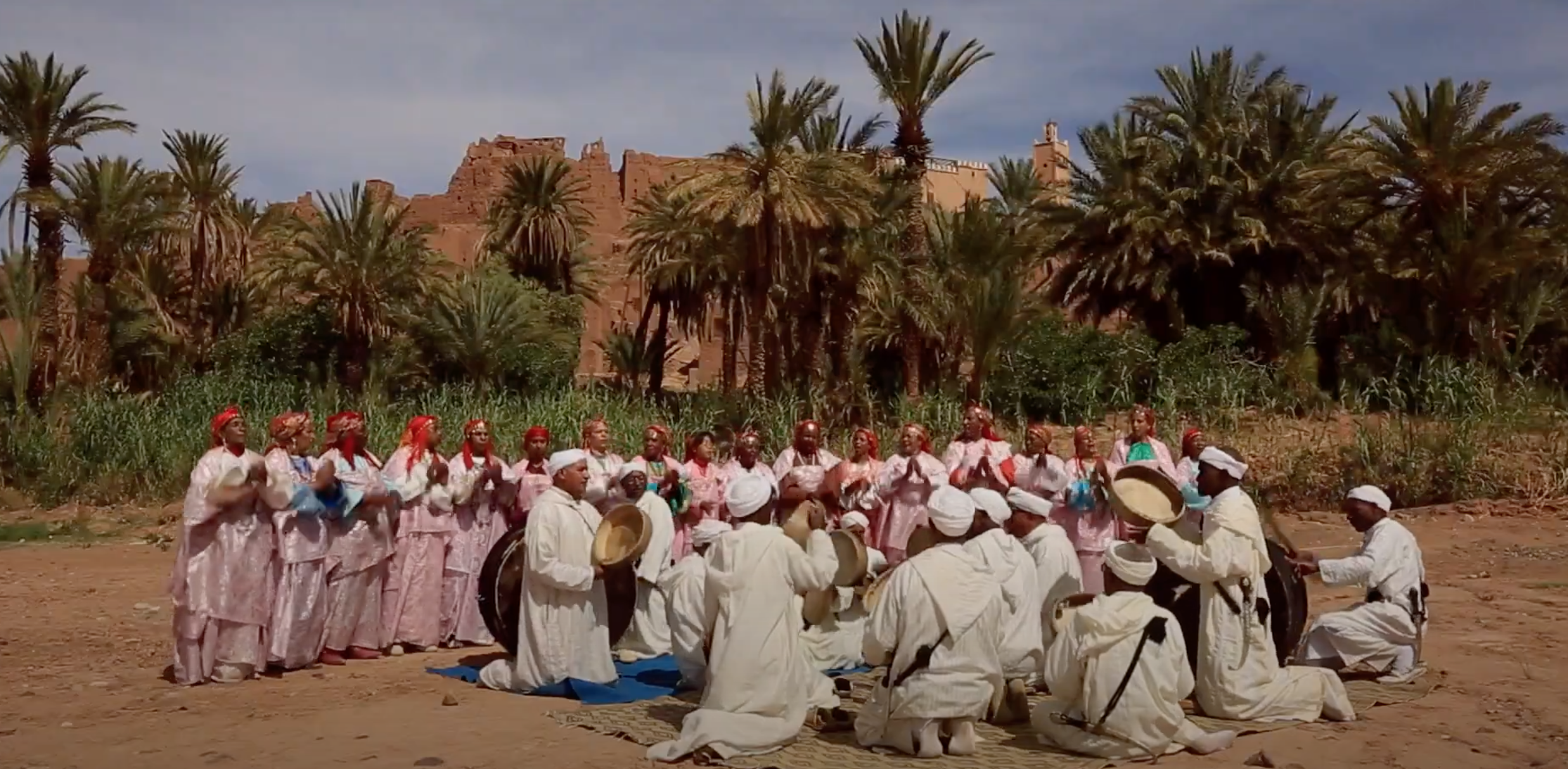
أحواش ورزازات
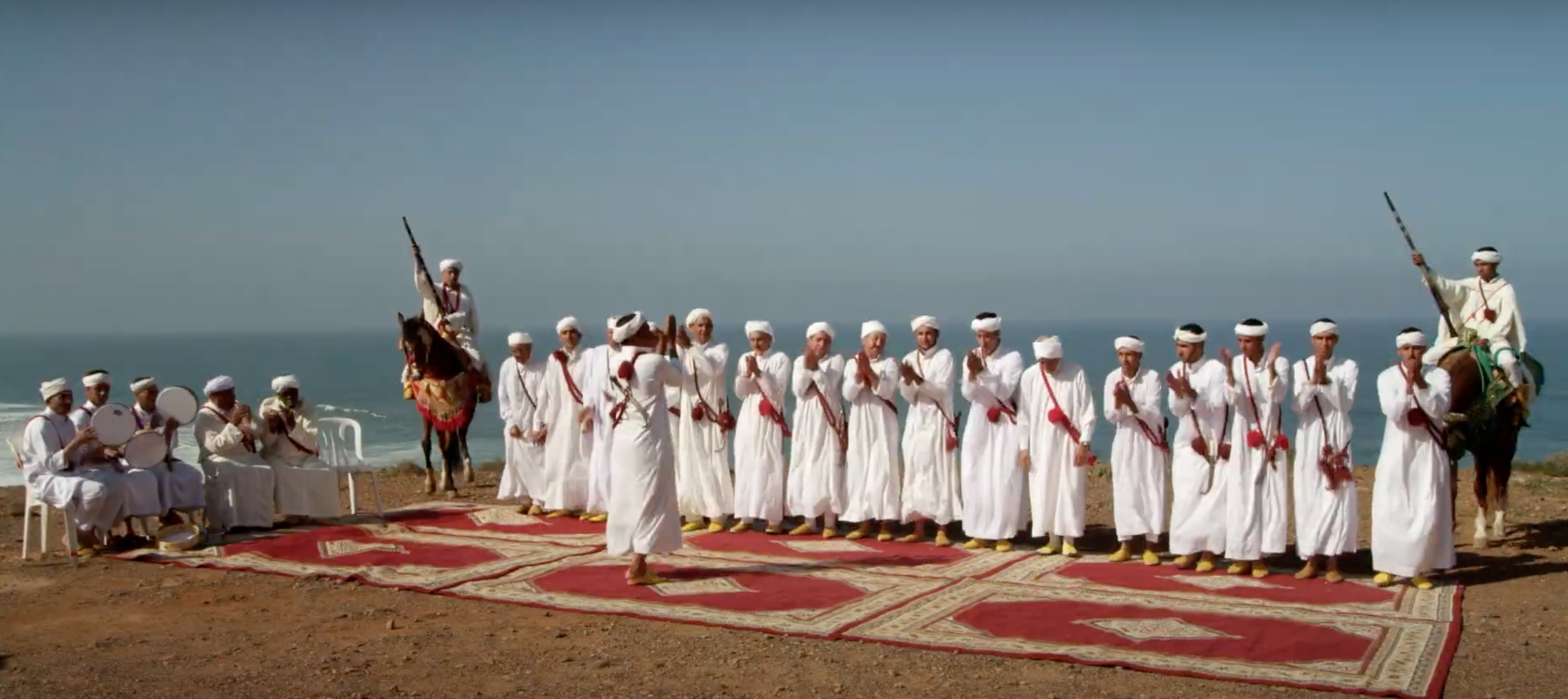
أحواش ميرلفت
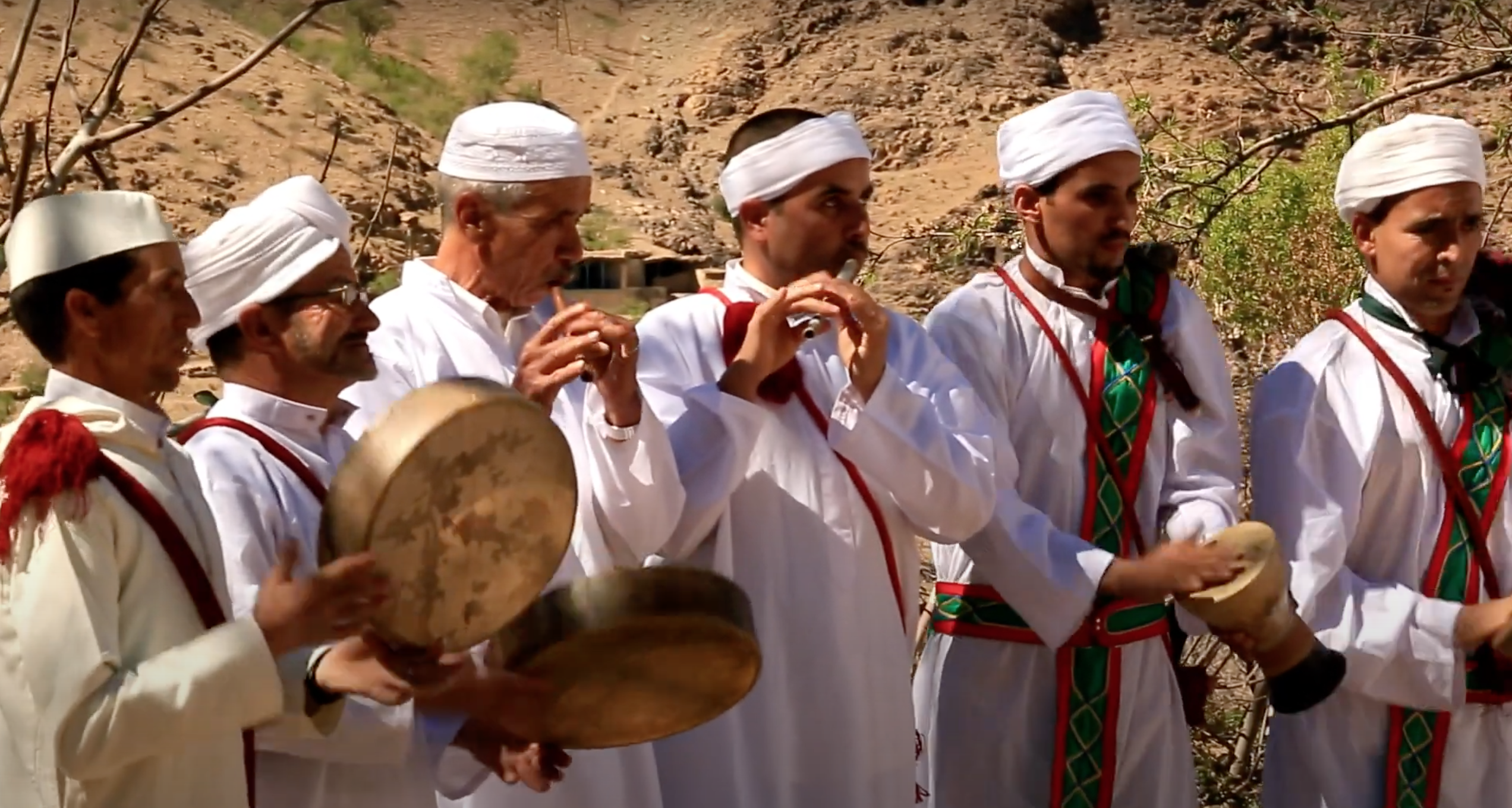
أحواش تاجلت
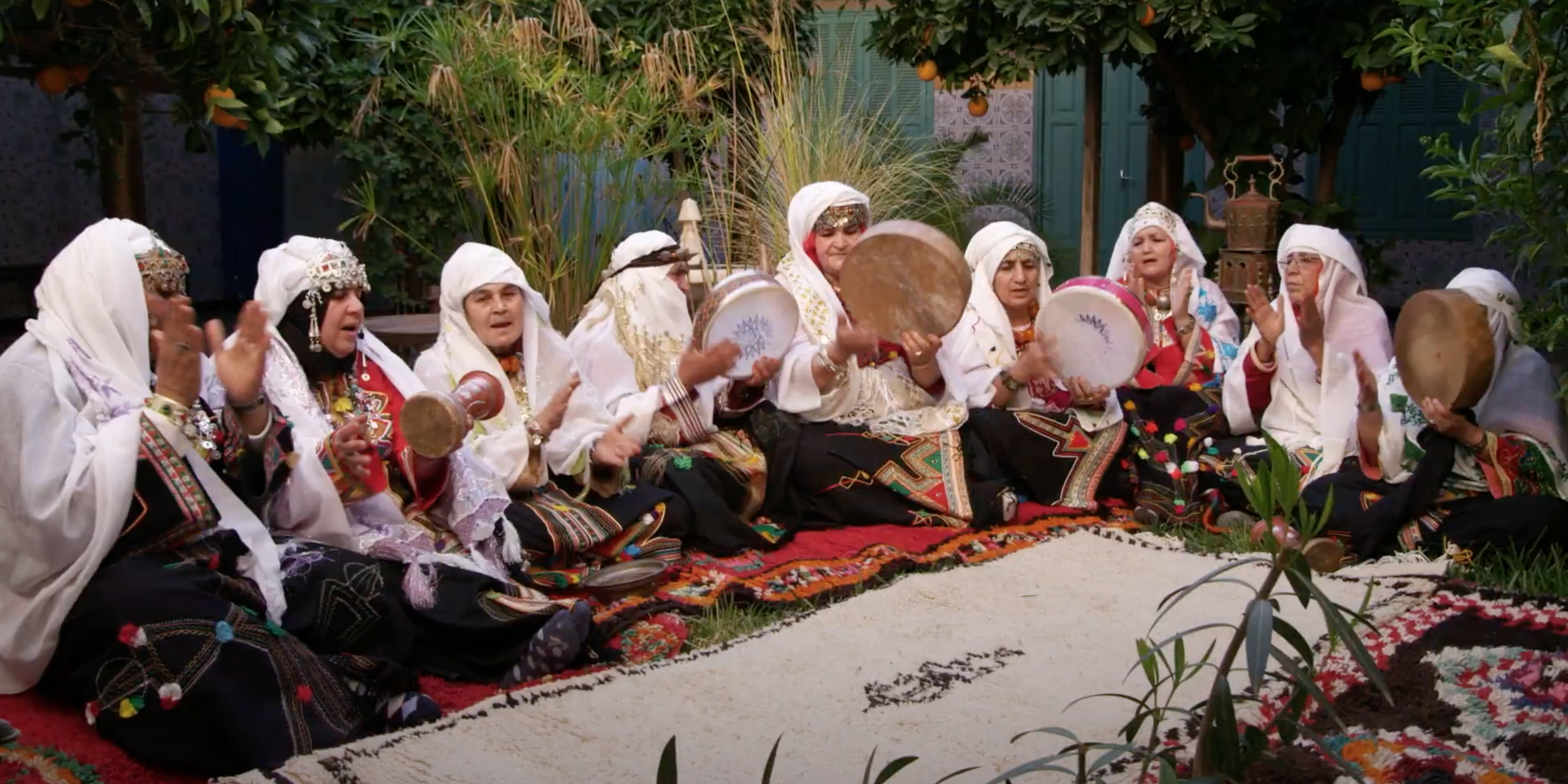
أحواش تزنيت
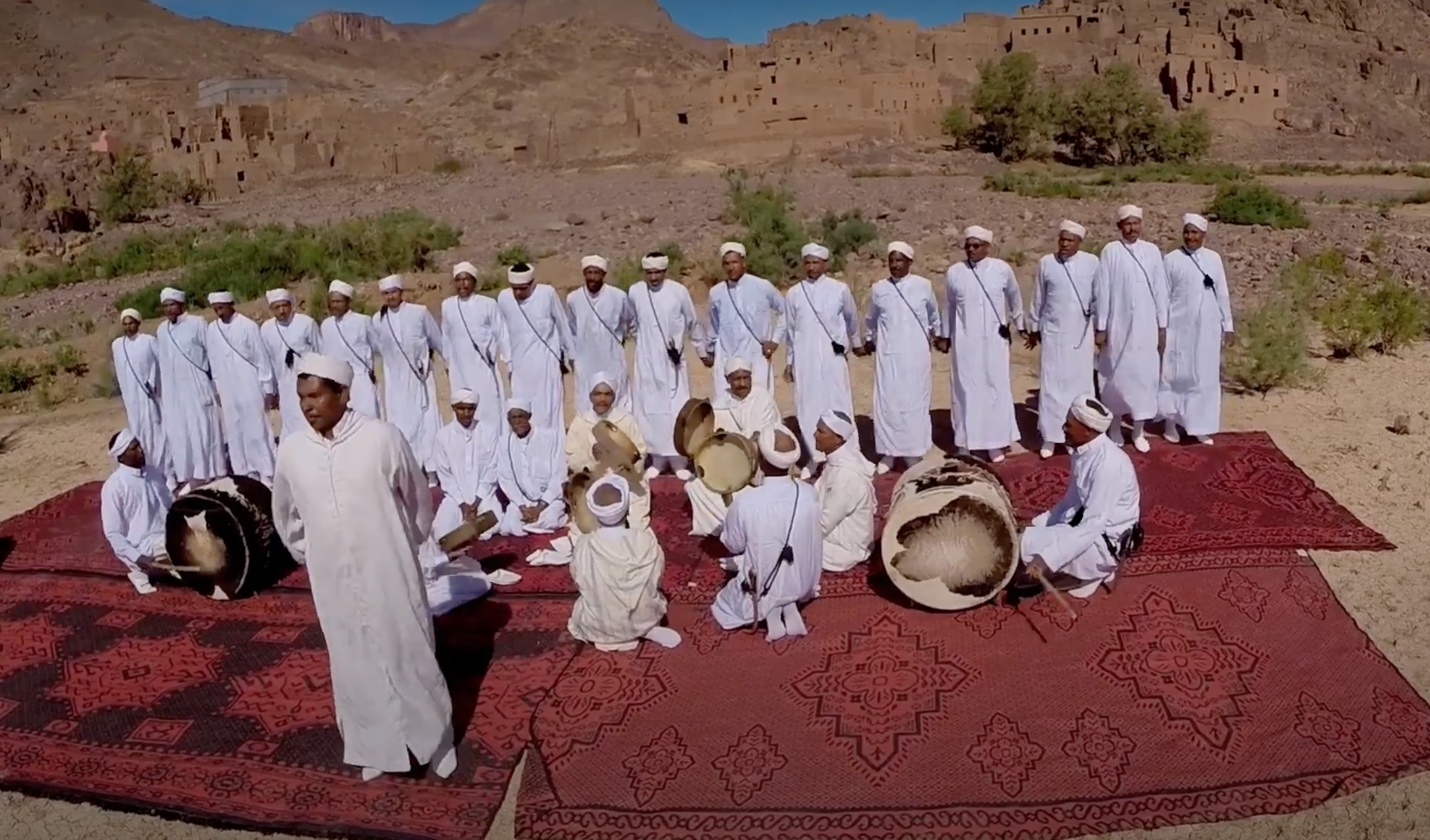
أحواش اكدز
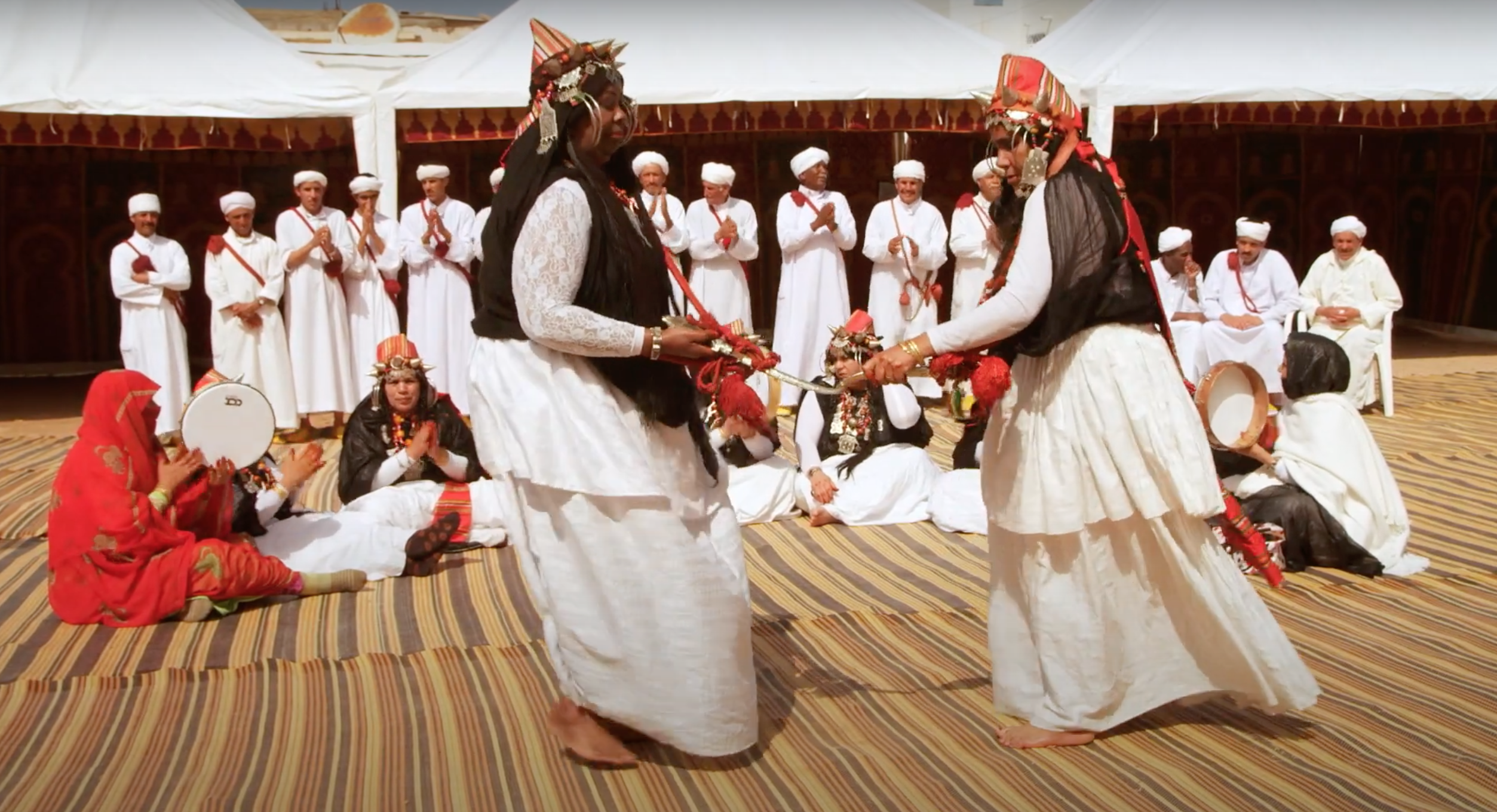
أحواش ايت باعمران
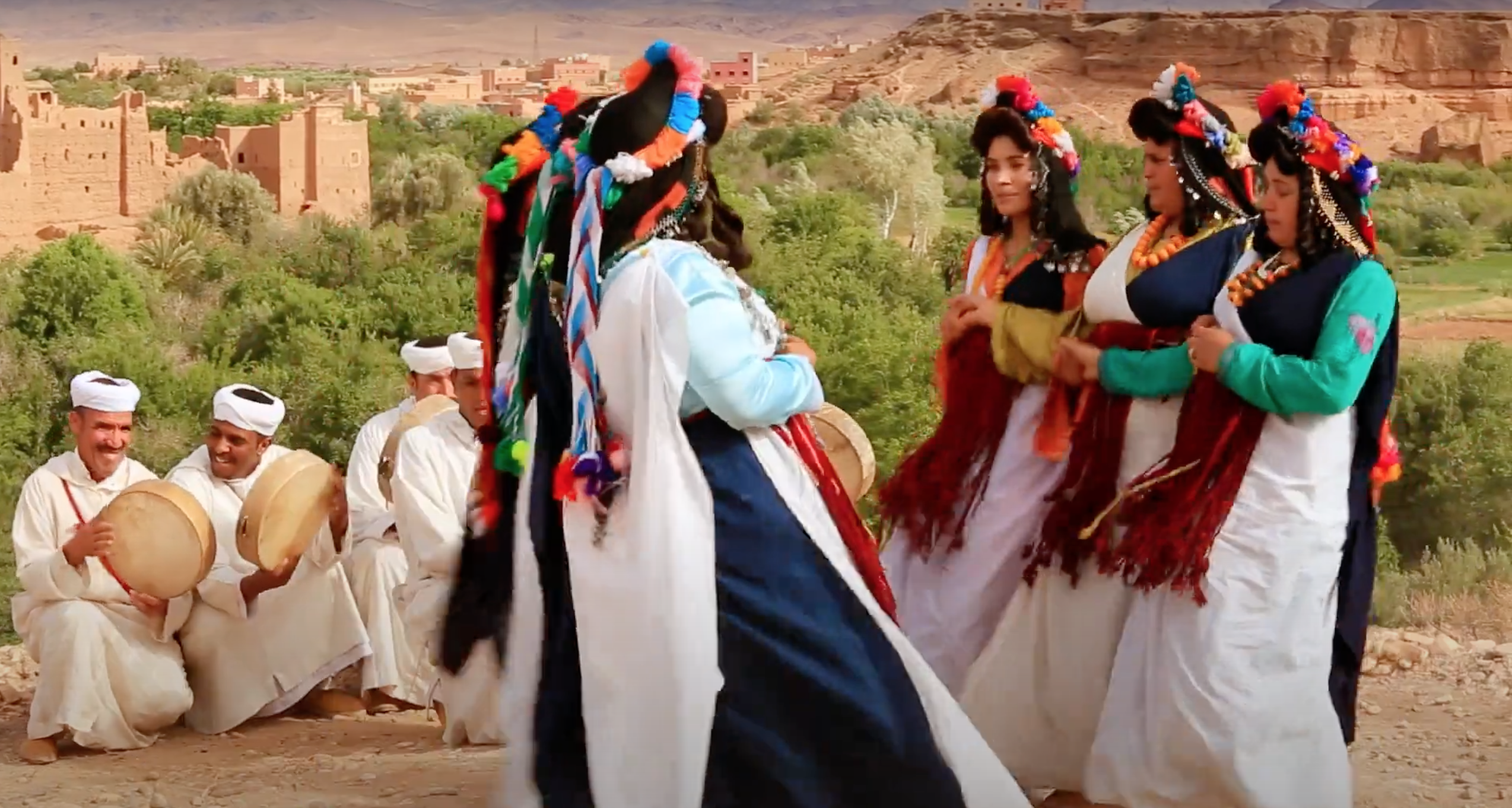
أحواش قلعة مكونة

## روابط خارجية
- ويكي ماروك